# 塞尔胡·吉拉西
塞尔胡·亚达利·吉拉西（法語：Serhou Yadaly Guirassy；1996年3月12日—）是一位几内亚足球运动员，于场上司职前锋，自2022-23赛季起效力于德甲俱乐部多特蒙德，并代表几内亚国家队参加国际比赛。

## 俱乐部生涯

### 青年时期
吉拉西出生于法国南部城市阿尔勒的一个几内亚裔家庭，在蒙塔日长大。年幼时，他曾交替为蒙塔日体育会和邻镇的阿米伊效力，并在那里踢过U-12级别的比赛。2010年至2011年间，吉拉西再次回到阿米伊，代表俱乐部的U-15梯队参赛，并在U-15锦标赛中射入40球。随后他前往欧塞尔完成了试训，但没有获得合同。相反，在2011-12赛季开始时，吉拉西转投法乙俱乐部拉瓦勒的青训营，代表U-16梯队射入10球，在U-19队梯队射入20球。2013年9月，他签署了个人第一份职业合同，成为拉瓦勒历史上最年轻的职业球员。
2013年10月，吉拉西在主场以2比2战平勒阿弗尔的法乙联赛中首次为拉瓦勒一线队效力，于第75分钟替换阿马拉·巴比亮相。2013-14赛季期间，他还获得了另外三次出场机会，但始终是替补身份。球队则在时任主教练菲利普·安施贝格尔的带领下长期深陷保级泥潭，直至新帅丹尼斯·赞科接任后才率队以积分榜第17名惊险保级。至2014-15赛季，吉拉西正式升入一线队，并逐渐确立了自己在进攻位置上的首发地位。2014年12月6日，吉拉西在法国杯对阵沙托布里扬跳跃者的比赛中射入职业生涯首个入球，一周后又在客场对阵勒阿弗尔的比赛中攻射入法乙首球。2020年1月，他被《西法国日报》的体育编辑团队评为拉瓦勒近十年的最佳十一人之一。

### 里尔
2015年7月2日，吉拉西转投法甲俱乐部里尔，并与球队签订了一份为期四年的合同。转会金额估计略高于100万欧元。他在当季法甲揭幕战对阵巴黎圣日耳曼的比赛中首发亮相，之后在主教练埃尔韦·勒纳尔麾下鲜有出场机会。至10月28日，吉拉西才在联赛杯中再度首发，并在对阵特鲁瓦的八分之一决赛中射入他在新东家的首球，帮助里尔以2比1获胜。
继2015-16赛季前半程在各项比赛仅获得9次出场及射入1球后，吉拉西于2016年1月20日被租借至法乙俱乐部欧塞尔，为期六个月。两天后，他便在代表该队出战的首场比赛中攻入首球，以2比1战胜图尔。租借效力欧塞尔期间，吉拉西在16场法乙比赛中共射入8球，度过了成功的后半赛季。

### 科隆
2016-17赛季，吉拉西远走他乡，加盟德甲俱乐部科隆，并获得一份为期五年的合同。他在德国的处子赛季并不顺利，因伤病困扰而没有得到任何首发机会。他在当季第5轮对阵RB莱比锡的比赛中才首次亮相，于第85分钟替补上场。之后他一度只能代表科隆二队出场，至2017-18赛季才重返一线队。2017年8月12日，吉拉西在新赛季德国足协杯第一圈对阵列赫的比赛中射入了代表科隆一线队的首个正式比赛进球。同年10月28日，他在客场以2比1击败拜耳勒沃库森的比赛中又射入个人德甲首球。五天后，他还在欧洲联赛主场以5比2战胜鲍里索夫的比赛中完成欧战开斋，延续了自己的良好势头。然而至赛季结束时，吉拉西只能随科隆以积分垫底的身份降入德乙。2018-19赛季他也未能在科隆取得突破。

### 重回法国
2019年1月31日，吉拉西以租借身份加盟法甲俱乐部亚眠，并带有买断选项。一个月后，即2019年2月23日，他在对阵尼斯的比赛中射入了个人在法甲的首个进球，并迅速成为皮卡第球队的关键人物，为保级发挥了重要作用。因此，当租借协议到期后，亚眠行使了永久买断权，转会费约为500至600万欧元。2020年2月15日，吉拉西在4-4战平巴黎圣日耳曼的比赛中梅开二度，并在补时阶段攻入第二粒进球扳平比分。但是，由于法国爆发新冠疫情，联赛提前腰斩，使亚眠在当时排名第19位的情况下被强制降级。
2020-21赛季，吉拉西以1,500万欧元的价格转会至另一支法甲俱乐部雷恩，并签订了一份期至2025年届满的合同。2020年9月15日，他在同一场比赛中射入了自己在新东家的前两个进球，以4比2战胜尼姆。2020年10月20日，在以1比1战平克拉斯诺达尔的欧冠联赛中，吉拉西又射入了个人的首个欧冠进球，这也是俱乐部历史上在欧冠的第一个进球。2022年3月20日，他在6比1大胜梅斯的比赛中上演了职业生涯的第一个帽子戏法。

### 斯图加特
在2022-23赛季，吉拉西被雷恩租借至德甲俱乐部斯图加特，并附有购买选择权。9月10日，他在对阵拜仁慕尼黑的比赛中射入首球。2023年5月31日，德国人宣布他们已激活价值约900万欧元的永久转会选项，与吉拉西签署了一份为期三年的合同。
至2023-24赛季，吉拉西在前五轮联赛射入进10球，其中包括他在对阵美因茨05时首次上演德甲帽子戏法，追平了罗伯特·莱万多夫斯基于2020-21赛季创造的纪录。他还在3比1战胜沃尔夫斯堡的比赛中，在15分钟内上演帽子戏法，创造了德甲球员在赛季前7场比赛中进球最多的纪录。2023年10月7日，他还在3比1战胜沃尔夫斯堡的比赛中，于15分钟内上演帽子戏法，创造了德甲球员在赛季前七轮比赛中进球最多的纪录。吉拉西在这七轮中共射入13球，一举超过了罗伯特·莱万多夫斯基自2019-20赛季起保持的11球纪录。

## 国家队生涯
从2012年至2016年，吉拉西共24次身披法国青年国家足球队战袍参加国际比赛，射入11球。加盟拉瓦勒之后，吉拉西表现出了出色的能力，使他得以入选法国U16国家队。2012年1月17日，吉拉西首次代表U16国家队出场，当时他年仅15岁十个月零五天。当月，他共代表该队踢了4场比赛并射入1球。
阔别蓝色球衣两年后，吉拉西于2015年凭借在法乙的出色表现让他重返法国队，并入选了U19梯队。因此，他在欧洲U-19足球锦标赛预选赛中射入3球，为球队进军决赛圈作出了贡献。在同年6月在希腊举行的决赛圈阶段比赛中，吉拉西与未来的世界冠军卢卡斯·埃尔南德斯和邦雅曼·帕瓦尔一同闯入半决赛。
2016年，吉拉西又跟随法国U20国家队进入土伦锦标赛决赛。他在赛事中共射入3球，被评为“最优雅球员”。
2022年，吉拉西决定转换身份，代表其父母的祖国几内亚参加成年组国际比赛。同年3月25日，他在比利时科特赖克与南非0比0握手言和的友谊赛中首次代表几内亚国家队出场。

### 国家队入球
| #. | 日期          | 场地                           | 上阵 | 对手 | 入球 | 比分 | 赛事                   |
| -- | ------------- | ------------------------------ | ---- | ---- | ---- | ---- | ---------------------- |
| 1  | 2023年6月14日 | 摩洛哥马拉喀什，马拉喀什体育场 | 6    | 埃及 | 1–0  | 1–2  | 2023年非洲国家杯预选赛 |
| 2  | 2023年6月17日 | 西班牙巴塞罗那，RCDE球场       | 7    | 巴西 | 1–2  | 1–4  | 友谊赛                 |